# Венария Реале
Венарѝя Реа̀ле (на италиански: Venaria Reale; на пиемонтски: Venerìa Regia, Венерия Реджа) е град и община в Метрополен град Торино, регион Пиемонт, Северна Италия. Разположен е на 262 m надморска височина. Към 1 януари 2020 г. населението на общината е 33 249 души, от които 1351 са чужди граждани.